# قطعنامه ۱۱۸۸ شورای امنیت
قطعنامه ۱۱۸۸ شورای امنیت سازمان ملل متحد که در تاریخ ۳۰ جولای ۱۹۹۸ تصویب شد، سندی بین‌المللی دربارهٔ بررسی وضعیت خاورمیانه است. این قطعنامه طی نشست ۳۹۱۳ام با ۱۵ رای موافق، ۰ مخالف و ۰ ممتنع تصویب شد.